# Tiro com arco nos Jogos Olímpicos de Verão de 1996
As competições de tiro com arco nos Jogos Olímpicos de Verão de 1996 foram disputadas entre 28 de julho e 2 de agosto no Stone Mountain Park Archery Center, em Atlanta, nos Estados Unidos.

## Eventos
Quatro conjuntos de medalhas foram concedidos:
- Individual masculino
- Individual feminino
- Equipe masculino
- Equipe feminino

## Formato da competição
Todo o tiro com arco foi feito a uma distância de 70 metros. Sessenta e quatro arqueiros competiram em cada competição individual masculina e feminina. Eles começaram com uma rodada de classificação de 72 flechas. Isso foi seguido por três rodadas de eliminação, nas quais os arqueiros competiram frente a frente em partidas de 18 flechas. Após essas rodadas, restaram 8 arqueiros. As quartas de final, semifinais e partidas de medalha (coletivamente denominadas "rodada final") foram partidas de 12 flechas. Em todas as partidas, os perdedores foram eliminados e receberam uma classificação final determinada por sua pontuação naquela rodada, com exceção das semifinais. Os perdedores das semifinais competiram na partida pela medalha de bronze. 

## Medalhistas
Masculino
Em individuais, Justin Huish, dos Estados Unidos, foi campeão olímpico. Ele ficou a frente de Magnus Petersson (Suécia), que foi prata, enquanto o sul-coreano Oh Kyo-moon conquistou o bronze. Por equipes, os estadunidenses conseguiram o ouro, enquanto o trio sul-coreano e italiano ficaram com a prata e o bronze respectivamente.
| Evento              | Ouro                                                    | Prata                                                 | Bronze                                                     |
| ------------------- | ------------------------------------------------------- | ----------------------------------------------------- | ---------------------------------------------------------- |
| Individual detalhes | Justin Huish USA Estados Unidos                         | Magnus Petersson SWE Suécia                           | Oh Kyo-moon KOR Coreia do Sul                              |
| Equipes detalhes    | Justin Huish Butch Johnson Rod White USA Estados Unidos | Jang Yong-ho Kim Bo-ram Oh Kyo-moon KOR Coreia do Sul | Matteo Bisiani Michele Frangilli Andrea Parenti ITA Itália |

Feminino
O título olímpico da competição individual feminina foi conquistado por Kim Kyung-Wook, da Coreia do Sul, ao ficar na frente da chinesa He Ying e da ucraniana Olena Sadovnycha, que ficou com o bronze. Na competição de equipes, o trio sul-coreano consagrou-se campeão olímpico, ao passo que o grupo alemão e polonês completaram o pódio.
| Evento              | Ouro                                                       | Prata                                                            | Bronze                                                    |
| ------------------- | ---------------------------------------------------------- | ---------------------------------------------------------------- | --------------------------------------------------------- |
| Individual detalhes | Kim Kyung-Wook KOR Coreia do Sul                           | He Ying CHN China                                                | Olena Sadovnycha UKR Ucrânia                              |
| Equipes detalhes    | Kim Jo-Sun Kim Kyung-Wook Yoon Hye-Young KOR Coreia do Sul | Barbara Mensing Cornelia Pfohl Sandra Wagner-Sachse GER Alemanha | Iwona Dzięcioł Katarzyna Klata Joanna Nowicka POL Polônia |

## Quadro de medalhas
| Ordem | País               | Medalha de ouro | Medalha de prata | Medalha de bronze |    | Ordem por total |
| ----- | ------------------ | --------------- | ---------------- | ----------------- | -- | --------------- |
| 1     | KOR Coreia do Sul  | 2               | 1                | 1                 | 4  | 1               |
| 2     | USA Estados Unidos | 2               |                  |                   | 2  | 2               |
| 3     | CHN China          |                 | 1                |                   | 1  | 3               |
|       | GER Alemanha       |                 | 1                |                   | 1  | 3               |
|       | SWE Suécia         |                 | 1                |                   | 1  | 3               |
| 6     | ITA Itália         |                 |                  | 1                 | 1  | 3               |
|       | POL Polônia        |                 |                  | 1                 | 1  | 3               |
|       | UKR Ucrânia        |                 |                  | 1                 | 1  | 3               |
| TOTAL | TOTAL              | 4               | 4                | 4                 | 12 | —               |